# Santa Ynez Mountains
Santa Ynez Mountains je pohoří na jihozápadě Kalifornie, ve Spojených státech amerických. Leží západně od města Santa Barbara, v Santa Barbara County a Ventura County,
při pobřeží Tichého oceánu. Je součástí pásma Transverse Ranges a také Pacifického pobřežního pásma. Nejvyšší bod pohoří je Santa Ynez Mountains High Point s 1 483 m.

## Geografie
Pohoří má protáhlý tvar. Rozkládá se ze západu od Point Concepcion směrem na východ až k jezeru Lake Casitas a řece Ventura River v délce 110 km. Ze severu k jihu je Santa Ynez velmi úzké, maximální šířku má 15 až 20 km.
Jeden z dominantních vrcholů tvoří White Ledge Peak (1 414 m) na úplném východě pohoří. Většina pohoří je součástí lesa Los Padres National Forest. Santa Ynez je porostlé keři a křovinami a je náchylné k požárům.
Dominantním stromem je borovice Coulterova. Oblast má středomořské podnebí se semiaridními rysy.